# Michael Grant (pugile)
Michael Anthony Grant (Chicago, 4 agosto 1972) è un pugile statunitense.

## Carriera professionale
Grant fece il suo debutto da professionista il 21 luglio 1994, sconfiggendo il connazionale Ernest English via KO tecnico alla prima ripresa.
Il 21 agosto 2010 affrontò il polacco Tomasz Adamek. Malgrado la sua superiotà fisica, lo statunitense fu sconfitto ai punti tramite decisione unanime.